# Just One of the Guys
Just One of the Guys (bra: Quase Igual aos Outros) é um filme de comédia de 1985, dirigido por Lisa Gottlieb e coescrito por Dennis Feldman e Jeff Franklin, embora, de acordo com Gottlieb, ela também tenha escrito o roteiro com seu parceiro de escrita Mitch Giannunzio, mas supostamente foi negado crédito por escrito pelos produtores. O filme é uma adaptação livre de Twelfth Night de William Shakespeare. O filme é comercializado com o slogan "Terri Griffith está para ir aonde nenhuma mulher tinha ido antes." Este filme está na 48ª posição na lista da revista Entertainment Weekly dos "50 melhores filmes de colegial".

## Sinopse
Terri Griffith é uma aspirante a jornalista adolescente em Phoenix que, inicialmente, acha que seus professores não levam seus artigos a sério por causa de sua boa aparência. Depois de não conseguir o emprego dos seus sonhos como estagiária de jornal, ela chega à conclusão de que é porque é uma menina.
Com os pais fora da cidade em férias de duas semanas no Caribe, Terri decide remediar a situação. Ao se matricular em uma escola rival, ela pede a ajuda de seu irmãozinho, Buddy, e de sua melhor amiga Denise para se disfarçar de menino. Ao longo do caminho, ela conhece Rick Morehouse, um nerd que se torna seu projeto de estimação. Depois de ajudá-lo através de uma reforma de imagem e encorajá-lo a começar a conversar com garotas, Terri começa a se apaixonar por ele.
Depois de muitos episódios dentro e fora da escola, incluindo afastar um grupo de agressores liderados pelo fisiculturista Greg Tolan, lidar com seu verdadeiro namorado da faculdade Kevin e ser marcado para um encontro às cegas com uma nova namorada em potencial chamada Sandy, Terri consegue ser aceita como "um dos caras".
No baile de formatura, Greg ciumento briga com Rick, que acaba derrotando o valentão na frente de toda a classe. Quando o namorado de Terri aparece inesperadamente e descobre a situação, Rick assume que o grande segredo de Terri era que ela era gay. Para provar o contrário, Terri abre a camisa e revela os seios para Rick. Embora ela admite amá-lo, Rick a rejeita, levando Terri desesperada a beijá-lo na frente de todos. Para aplacar os estudantes impressionados, Rick anuncia ironicamente que Terri "tem peitos" antes de deixar o baile e Terri para trás.
Desolada e humilhada, Terri se retira para o quarto e escreve um longo artigo sobre como é ser uma garota vestida de menino, detalhando todas as suas experiências, boas e ruins.
Terri retorna à sua própria escola. Quando seu artigo é impresso no jornal, ela recebe elogios e finalmente ganha o emprego dos seus sonhos no jornal. No entanto, ela ainda se sente ansiosa por Rick, que não fala com ela desde o baile. Um dia durante o verão, Rick aparece de repente depois de ler seu artigo. Percebendo seus verdadeiros sentimentos um pelo outro, eles se reconciliam e fazem planos para outro encontro. Eles decidem dar uma volta no carro de Terri, mas antes que Buddy possa se juntar a eles, uma loira atraente em uma motocicleta sobe e acena para ele com um sorriso. Buddy então sobe na parte traseira de sua motocicleta e os dois casais se afastam alegremente.

## Elenco
- Joyce Hyser – Terri/Terry Griffith
- Clayton Rohner – Rick Morehouse
- Billy Jacoby – Buddy Griffith
- Toni Hudson – Denise
- William Zabka – Greg Tolan
- Leigh McCloskey – Kevin
- Sherilyn Fenn – Sandy
- Deborah Goodrich – Deborah
- Arye Gross – Willie
- Robert Fieldsteel – Phil
- Stuart Charno – Reptile
- John Apicella – Coach Mickey Morrison
- Kenneth Tigar – Mr. Raymaker
- Steven Basil – Mark

## Trilha sonora
1. "Just One of the Guys" by Shalamar – 3:55
2. "Girls Got Something Boys Ain't Got" by Midnight Star – 3:56
3. "Tonight You're Mine, Baby" by Ronnie Spector – 4:57
4. "Prove It to You" by Dwight Twilley – 3:20
5. "Jealous" by Berlin – 4:23
6. "Way Down" by Billy Burnette – 3:34
7. "Burning" by Brock/Davis – 4:20
8. "Thrills" by Greg French – 3:15
9. "Hard Way" by Brock/Davis – 4:48
10. "Guy Talk" by Tom Scott – 2:29

As músicas e as músicas que foram tocadas no filme não estão na trilha sonora.
1. "Trouble" by Lindsey Buckingham
2. "Down on the Street" by The Stooges
3. "Turn Out Right" by Private Domain
4. "Comb My Hair" by Johnny Lyon
5. "Buns" by Bonedaddys
6. "Gone Too Far" by Neurotica

## Lançamento
Just One of The Guys foi lançado em 26 de abril de 1985.

### Mídia doméstica
O filme foi lançado em Blu-ray Disc pela Sony Pictures em 28 de abril de 2020. Entre os bônus especiais estão o cineasta e o elenco, comentários e trailer do cinema.

## Recepção

### Resposta crítica
Just One of the Guys recebeu críticas mistas dos críticos. Ele detém uma pontuação de 45% no Rotten Tomatoes com base em 11 avaliações, com uma classificação média de 4,62/10.